# الدفاع عن العلامة التجارية عبر الإنترنت
الدفاع عن العلامة التجارية عبر الإنترنت إنه مفهوم في سلوك المستهلك. يشير إلى الوضع الذي يدافع فيه المستهلك عن العلامة التجارية ضد الانتقادات على المنصات عبر الإنترنت. يختلف سبب قيام المستهلك بذلك. قد يكون ذلك بسبب الارتباط بالعلامة التجارية. قد يكون ذلك أيضا بسبب الإيمان بجودة المنتج العالية للعلامة التجارية مما يؤدي إلى تصور أن الانتقادات غير مبررة.
منذ أوائل القرن الحادي والعشرين، اجتذب مفهوم الدفاع عن العلامات التجارية عبر الإنترنت اهتمامات علمية في مجال التسويق، ولا سيما علم نفس المستهلك. يناقش العديد من الخبراء في هذا المجال طرقا للحث على الدفاع عن العلامة التجارية عبر الإنترنت لدى العملاء، لأنه يعتقد أن مثل هذا السلوك يساعد في الدفاع عن العلامة التجارية ضد الكلام الشفهي السلبي.